# Breuil-la-Réorte
Breuil-la-Réorte is een gemeente in het Franse departement Charente-Maritime (regio Nouvelle-Aquitaine) en telt 312 inwoners (1999). De plaats maakt deel uit van het arrondissement Rochefort.

## Geografie
De oppervlakte van Breuil-la-Réorte bedraagt 16,5 km², de bevolkingsdichtheid is 18,9 inwoners per km².
De onderstaande kaart toont de ligging van Breuil-la-Réorte met de belangrijkste infrastructuur en aangrenzende gemeenten.

## Demografie
Onderstaande figuur toont het verloop van het inwonertal (bron: INSEE-tellingen).